# Irland-Rundfahrt
Die Irland-Rundfahrt (engl. Tour of Ireland) ist ein in Irland stattfindendes Straßenradrennen.
Die Rundfahrt ist ein Etappenrennen und war Teil der UCI Europe Tour in die Kategorie 2.1. Der Organisator ist The Events Group Limited in Zusammenarbeit mit der Fahrrad-Marketing-Gesellschaft Shadetree Sports. Die Rundfahrt wurde 2007 erstmals seit 1992 wieder ausgetragen.
Zwischen 1953 und 1992 fand die Rundfahrt zuvor mit Unterbrechungen statt, die zumeist in der irischen Hauptstadt Dublin gestartet und beendet wurde. Der Rekordsieger der Veranstaltung ist Lokalmatador Sean Kelly, der die Rundfahrt insgesamt viermal gewann.
2009 wurde das Rennen zum vorerst letzten Mal ausgetragen.

## Palmarès
| - 2011 nicht ausgetragen - 2010 nicht ausgetragen - 2009 Russell Downing - 2008 Marco Pinotti - 2007 Stijn Vandenbergh - 1993–2006 nicht ausgetragen - 1992 Phil Anderson - 1991 Sean Kelly - 1990 Erik Breukink - 1989 Eric Vanderaerden - 1988 Rolf Gölz - 1987 Sean Kelly - 1986 Sean Kelly | - 1985 Sean Kelly - 1984 Bob Downs - 1983 nicht ausgetragen - 1982 Billy Kerr - 1981 Billy Kerr - 1980 Dave Cumming - 1979 Ron Hayman - 1978 John Shortt - 1977 Ángel Arroyo - 1976 Pat McQuaid - 1975 Pat McQuaid - 1974 Bob Downs - 1973 Douglas Dailey | - 1972 Liam Horner - 1971 Douglas Dailey - 1970 Paul Elliott - 1969 Morris Foster - 1968 Peter Doyle - 1967 Nigel Dean - 1966 nicht ausgetragen - 1965 Brian Jolly - 1957–1964 nicht ausgetragen - 1956 James Rae - 1955 Brian Haskell - 1954 Bernard Pusey - 1953 Brian Haskell |